# García Pérez de Araciel
García (o Garci) Pérez de Araciel (Alfaro, 24 de diciembre de 1576- Madrid, 29 de septiembre de 1624) fue un magistrado español.

## Orígenes familiares
Fue hijo Alonso Pérez de Araciel, (Alfaro, 1541-), familiar del Santo Oficio y teniente de corregidor su villa natal, y de su mujer Isabel de Valdivieso (Cervera, 1549-íb. 1607). Tuvo al menos un hermano, Álvaro (1579-) que sería familiar del Santo Oficio como su padre y que tendría descendencia legítima masculina.

## Biografía
Siguió la carrera de derecho. Posteriormente se dedicó a la docencia, llegando a ser catedrático de Digesto en la universidad de Huesca. Después pasó al Colegio del Arzobispo Fonseca en Salamanca, en cuya universidad sería sucesivamente catedrático de:
- Código (1607-1608)
- Volumen (1608-1609)
- Vísperas de Leyes (1609-1610)

Después pasó a ser magistrado, comenzando por ser juez metropolitano del arzobispo de Santiago en Salamanca, y después fiscal en la Real Chancillería de Granada.
En 1616 fue nombrado consejero del Consejo de Indias, del que antes había sido fiscal. Posteriormente, el 7 de enero de 1621 y a propuesta de su presidente Fernando de Acevedo, arzobispo de Burgos; Felipe III le nombraría consejero del consejo de Castilla.
Tras la muerte de esta monarca en 1621, participaría en diversas juntas formadas por su hijo y sucesor Felipe IV para dirimir causas importantes, en concreto:
- la causa de Pedro Téllez-Girón y Velasco, III duque de Osuna, virrey que había sido de Nápoles.
- la causa del ex valido, Cristóbal Gómez de Sandoval, I duque de Uceda.[4]
- el supuesto asesinato por parte de los criados del embajador de Francia a principios de 1623.

Fruto de estos trabajos sería nombrado en octubre de 1623 caballero del Hábito de Santiago. Fue también miembro de la Junta Grande de Reformación, destinada a determinar mejoras jurídicas y de costumbres del reino.
En febrero de 1624 fue hecho miembro de la cámara (camarista) del consejo de Castilla. 
En septiembre de 1624 fue aquejado de una fuerte enfermedad. En medio de su agonía fue nombrado por Felipe IV el día 25, vicecanciller de Aragón y el día siguiente, en que había recibido los últimos sacramentos, consejero de Estado. No pudo tomar posesión de ambos nombramientos. Murió el día 29 de ese mes.
Sus restos fueron depositados en la capilla mayor del convento de San Bernardino en Madrid, siendo después trasladados con toda probabilidad a su villa natal, Alfaro.
Contó con una rica biblioteca.

## Matrimonio
Contrajo matrimonio con Antonia de Ipeñarrieta y Galdós, hija de Cristóbal de Ipeñarrieta (-1612), consejero del Consejo de Hacienda, y de Antonia de Galdós. Tras la muerte de García en 1624, su viuda contraería segundas nupcias con Diego del Corral, también consejero de Castilla.